# Livenza
La Livenza (Vénitien: Łivènsa, Frioulan: Livence) est un fleuve important de l'Italie nord-orientale, qui traverse les régions de Vénétie et du Frioul-Vénétie Julienne.

## Géographie
D’une longueur de 112 km, il se jette dans la mer Adriatique, au port de Santa Margherita (entre Jesolo et Bibione).

### Les sources
La Livenza naît d’importantes sources Valchiusana (sources définies en hydrologie comme du type Fontaine-de-Vaucluse), le Gorgazzo et la Santissima, avec chacune un débit d’environ 15 m3/s presque constante et en quantité moindre le Molinetto, qui sort aux pieds des montagnes du Gruppo del Cavallo e del Cansiglio dans la commune de Polcenigo de la région Frioul-Vénétie Julienne.

### Les affluents
Le long de son parcours, il reçoit de sa droite les eaux d’autres fleuves, de résurgence, à débit assez régulier comme le Meschio et le Monticano et près de Meduna di Livenza, il reçoit à sa gauche son principal apport, le fleuve Meduna à caractère torrentiel, qui avec ses affluents Cellina, Colvera et Noncello drainent toute la partie montagneuse de son bassin.
Le Meduna, en particulier, fournit au Livenza une grande partie de l’apport pluvial du bassin entier sous forme de crues dévastatrices, avec un débit parfois supérieur à 4 400 m3/s qui s’épand dans son immense lit gravillonné large de 5 km.
Le fleuve conserve suffisamment d’eau propre et abondante durant toute l’année grâce aux généreuses sources, qui lui permettent d’être navigable sur presque toute sa longueur de son lit qui a une largeur qui varie de 30 à 100 mètres, de Portobuffolé jusqu’à son embouchure dans la mer Adriatique à Caorle, en Vénétie.

### Le parcours
Le fleuve, sur une bonne partie de son parcours, fais confins entre Vénète et le Frioul, baignant de nombreuses communes, entre lesquelles : Caneva, Sacile, Brugnera, Motta di Livenza et Santo Stino di Livenza.

### Régime
La Livenza est un fleuve de plaine, et pour cela copieusement fourni en eau, avec un parcours riche en végétation. Son débit annuel moyen de 85 m3/s est comparable à celui des fleuves plus longs comme le Tagliamento (92 m3/s) et le Brenta (93 m3/s), mais son régime est beaucoup plus constant, avec un débit estival qui n’est jamais inférieur à 50 m3/s.
Au contraire, le débit maxi peut dépasser les 2 500 m3/s, surtout à cause des désastreuses crues du système Meduna-Cellina, à caractère torrentiel.
À l’occasion de conditions atmosphériques défavorable, avec d’abondantes précipitations dans les Préalpes, le risque d’alluvions est très élevé. Un évènement alluvionnaire catastrophique s’est vérifié en 1966 (avec un type similaire en 2002). Depuis plus de 30 années les populations intéressées tentent d’obtenir la mise en sécurité du cours d’eau par la construction d’œuvres adéquates en amont.
À Ravedis, en amont sur le torrent Cellina, une digue devra permettre de retenir environ 20 millions de mètres cubes d’eau. Cette œuvre, bien que limitant les risques, n’est pas considérée suffisante pour éliminer tous les risques.

### Nature
Le cours du Livenza dénote une flore et une faune très riches. Parmi les poissons on trouve : la tanche, le rotengle, la carpe, le brochet, l’ombre commun, l'anguille et le rare esturgeon. À signaler ensuite l’action négative causée par l’homme qui, dans les siècles récents, a modifié la marche des eaux sur un vaste territoire.

## Origines du nom
Des écrits du Ier siècle, on apprend que le nom du fleuve, à l’époque romaine, était Liquentia (du verbe latin liquēre, « être liquide »).
On peut raisonnablement supposer que le nom se soit transformé en Liquenzia. Dans les archives médiévales, la dénomination exacte du fleuve a toujours été respectée, même si irrégulièrement apparaît la variante Liguenzia. À partir du XIIIe siècle, le nom Liquentia apparaît changé en Livenzia, qui s'est imposé.

## Sources
- (it) Cet article est partiellement ou en totalité issu de l’article de Wikipédia en italien intitulé « Livenza » (voir la liste des auteurs).